# Jonás Gutiérrez
Jonás Manuel Gutiérrez (phát âm tiếng Tây Ban Nha: [xoˈnaz ɣuˈtjeres]; sinh ngày 5 tháng 7 năm 1983), là cầu thủ bóng đá người Argentina hiện đang chơi cho Defensia y Justicia của Argentina ở vị trí tiền vệ.